# حسن فهمي أتاتش
حسن فهمي أتاتش (بالتركية: Hasan Fehmi Ataç)‏، من مواليد 1879، وتوفي بتاريخ 16 سبتمبر 1961، هو رجل سياسي واقتصادي تركي، كان عضواً في مجلس المبعوثان والبرلمان التركي، عُين وزيراً للمالية من سنة 1922 إلى سنة 1924، ووزيراً للزراعة والأغذية والثروة الحيوانية لمدة عام (1924-1925).